# Urgriechisch
| Übersicht: Griechische Sprache (siehe auch: Griechisches Alphabet) |
| Urgriechisch (ca. 2000 v. Chr.) |
| Mykenisch (ca. 1600–1100 v. Chr.) |
| Altgriechisch (ca. 800–300 v. Chr.) Dialekte: Äolisch, Arkadisch-Kyprisch, Attisch, Dorisch, Ionisch                                                                               |
| Koine (ca. 300 v. Chr. – 600 n. Chr.) Variante: Neutestamentliches Griechisch |
| Mittelgriechisch (ca. 600–1500) |
| Neugriechisch (seit ca. 1500) Heutige Amtssprache Volkssprache: Dimotiki Bildungssprache: Katharevousa Dialekte: Griko, Jevanisch, Kappadokisch, Pontisch, Tsakonisch, Zypriotisch |

Als Urgriechisch oder Protogriechisch (neugriechisch πρωτοελληνική γλώσσα protoellinikí glóssa) wird ein hypothetischer Sprachstand des Griechischen bezeichnet, der als gemeinsamer Vorgänger des Mykenischen und der späteren griechischen Dialekte Dorisch, Äolisch und Attisch gelten kann. Urgriechisch ist nicht in Form von Inschriften o. Ä. überliefert, kann aber zum Teil aufgrund der bekannten Lautverschiebungen und anderer allgemeiner sprachlicher Gesetzmäßigkeiten erschlossen werden.

## Entstehung
Früher vermutete man, dass Urgriechisch im späten 3. Jahrtausend v. Chr. von indogermanischen Gruppen auf dem Balkan gesprochen wurde, die später in mehreren Wanderungswellen nach Süden in das Gebiet des heutigen Griechenlands zogen. Dabei zeigte sich, dass das Griechisch der Dorer, von denen man vermutete, dass sie fast 1000 Jahre länger im Stammland verblieben waren, zum Teil einen archaischeren Stand als das Mykenische hatte, d. h., es war noch näher an der „griechischen Ursprache“.
Heute glaubt man, dass sich das Dorische und das Mykenische stärker unterscheiden würden, wären sie fast 1000 Jahre weit voneinander getrennt gewesen. Deshalb geht man davon aus, dass um 2000 v. Chr. ein kriegerisches Volk einfiel und in Mittelgriechenland und auf dem nördlichen Peloponnes siedelte. Ihre Sprache war noch kein Griechisch, weshalb man sie als Protogriechisch bezeichnet. Woher sie kamen, ist nicht bekannt, nur dass sie Keramik und das Pferd kannten. Innerhalb etwa 200 Jahren vermischte sich ihre Sprache mit der der einheimischen Bevölkerung und die griechische Sprache entstand.

## Morphologie
Viele strukturelle und lautliche Ähnlichkeiten des frühen Griechisch und des vedischen Sanskrit lassen vermuten, dass die jeweiligen Vorgängersprachen Urgriechisch und Urindoiranisch der gemeinsamen Stammsprache der gesamten indogermanischen Sprachfamilie, dem Urindogermanischen, noch relativ nahestanden.

### Substantiv
Der urindogermanische Dativ, Ablativ, Lokativ und Instrumental verschmelzen zum Dativ.
Der Plural des Nominativs, -oi und  -ai ersetzt das späturindogermanische -ōs und -ās.
Der Superlativ auf -tatos kann nun substantiviert werden.

### Pronomen
Die Pronomen houtos, ekeinos und autos entstehen.

### Verben
Die griechische Ursprache behielt das Augment, das Präfix é-, bei, um die Vergangenheit auszudrücken. Es teilt diese Eigenschaft nur mit den indoiranischen Sprachen, was einer Theorie von einer gräkoiranischen Ursprache Sinn verleiht.
Das Futur und der Aorist im Passiv werden eingeführt.
Infinitive auf -ehen und -men entstehen.

## Zahlen
- „eins“: Nominativ *hens, Genitiv *hemos; Feminin *mhiā (> myk. e-me /hemei/(Dativ), att.-ion. εἷς (ἑνός), μία).
- „zwei“: *duwō (> myk. du-wo /duwō/, Hom. δύω, att.-ion. δύο)
- „drei“: Nominativ *trees, Akkusativ trins (> myk. ti-ri /trins/, att.-ion. τρεῖς, lesb. τρής, kret. τρέες)
- „vier“: Nominativ *kwetwores, Genitiv *kweturōn (> myk. qe-to-ro-we /kwetrōwes/, att. τέτταρες, ion. τέσσερες, böot. πέτταρες, lesb. πίσυρες, dor. τέτορες)
- „fünf“: *penkwe (> att.-ion. πέντε, lesb., thess. πέμπε)

## Beispiel
Eduard Schwyzer rekonstruierte in seiner Griechischen Grammatik (1939, I.74-75) einige bekannte griechische Textzeilen auf urgriechisch. Er besaß zu dieser Zeit noch nicht den heutigen Kenntnisstand bezüglich des Mykenischen, so dass eine neuere Rekonstruktion z. T. anders aussähe.
|                    | Klassisches Griechisch | Urgriechisch | Urgriechisch |
| ------------------ | --- | --- | --- |
| Schwyzer           | Klassisches Griechisch | Modern | |
| Platon, Apologie   | ὅτι μὲν ὑμεῖς, ὦ ἄνδρες Ἀθηναῖοι, πεπόνθατε ὑπὸ τῶν ἐμῶν κατηγόρων, οὐκ οἶδα· ἐγὼ δ’ οὖν καὶ αὐτὸς ὓπ’ αὺτῶν ὀλίγου ἐμαυτοῦ ἐπελαθόμην, οὕτω πιθανῶς ἔλεγον. καίτοι ἀληθές γε ὡς ἔπος εἰπεῖν οὐδὲν εἰρήκασιν | ‘ϝοττι μᾱν (?) υμμε, ω ανερες Αθᾱναιοι, πεπᾱσθε υπο κατᾱγορων μεο, ου ϝοιδα· εγω δε εον (?) κ. α. υ. α. ολιγοιο εμεο αυτοιο επελαθομᾱν, τως (oder *τω) πιθανως (oder -ω) ελεγοντ. κ. αλᾱθες γε ὡς (oder ὡ) ϝεπος ϝειπεεν (oder ϝευπ.) ουδε ἑν ϝεϝρηκᾰτι | *çokwid mān umhe. ō aneres Athānaïoi, pepãsthe upo katāgorōn meho. oju woida; egō de ōn kai autos up’ autōn oligoço emeho autoço epi lathomān, tō pithanō elegont. kai toi ãlāthes ge çō wekwos weikwehen oude hen wewrēkãti |
| Matthäus 6:9       | πάτερ ἡμῶν ὁ ἐν τοῖς οὐρανοῖς, ἁγιασθήτω τὸ ὄνομά σου | πατερ αμμεων ὁ (τοισι) ορϝανοισι (bzw. Sing.) (ἁγιον oder αγνον εστωδ) ενυμα τϝεο | *pater ãmhōn ho worhanoihi, çagion estōd enumã tweho |
| Homer, Odyssee 1.1 | Ἄνδρα μοι ἔννεπε, Μοῦσα, πολύτροπον | ανερα μοι ενσεπε oder -τε) (μοντϳα (μωντϳα?) π. | *anerã moi enhekwet, montsa, polutrokwon |